# Elizabeth Sawyer
Elizabeth Sawyer est une femme d'Edmonton, au nord de Londres, qui est condamnée à mort et pendue pour sorcellerie le 19 avril 1621. Son histoire est connue grâce au récit qu'en a fait Henry Goodcole, le chapelain de la prison de Newgate, qui rapporte dans un pamphlet les confessions qu'elle lui a faites avant son exécution.

## Biographie
Elizabeth Sawyer vit dans la pauvreté à Edmonton, dans le Middlesex, avec son mari et ses enfants. Ses voisins sont persuadés qu'elle s'adonne à la sorcellerie. Lorsque du bétail ou des enfants meurent inopinément, c'est elle qu'on accuse. Ces soupçons finissent par convaincre le magistrat Arthur Robinson d'enquêter sur Sawyer, puis de l'envoyer à la prison de Newgate.
Le procès d'Elizabeth Sawyer, présidé par le juge Heneage Finch, se déroule au tribunal d'Old Bailey le 14 avril 1621. Elle est accusée d'avoir tué une voisine, Agnes Ratcleife, et deux enfants. Le premier meurtre aurait eu pour mobile une querelle entre les deux femmes et le mari de Ratcleife affirme que son épouse a accusé Sawyer de l'avoir tuée sur son lit de mort. Plusieurs témoins, dont son propre mari, affirment avoir vu Sawyer en compagnie de démons ayant pris la forme de furets blancs, et trois femmes découvrent la marque du diable (en) sur son corps, une petite protubérance près de son anus.
Sawyer est acquittée du meurtre des deux enfants, mais elle est reconnue coupable de celui de Ratcleife. Trois jours après son procès, le 17 avril, elle reçoit la visite du chapelain Henry Goodcole et lui fait le récit de ses accointances avec le diable. Elle affirme l'avoir rencontré pour la première fois huit ans plus tôt et qu'il lui apparaît régulièrement depuis sous la forme d'un chien noir ou blanc appelé Tom, qui lui suce le sang et obéit à tous ses ordres. Elle confesse le meurtre des deux enfants, mais nie avoir tué Agnes Ratcleife.
En accord avec le Witchcraft Act, Elizabeth Sawyer est exécutée par pendaison à Tyburn le 19 avril.

## Postérité
Henry Goodcole rédige en quelques jours un récit du procès et de la confession d'Elizabeth Sawyer. Intitulé The Wonderfull Discoverie of Elizabeth Sawyer, a Witch, ce pamphlet est déposé auprès de la Stationers' Company dès le 27 avril. Ce texte inspire un trio de dramaturges anglais, William Rowley, Thomas Dekker et John Ford, qui écrivent ensemble la pièce The Witch of Edmonton (en) avant la fin de l'année 1621. Elle est interprétée à la cour de Jacques Ier le 29 décembre.